# Felsgräber von Heysham

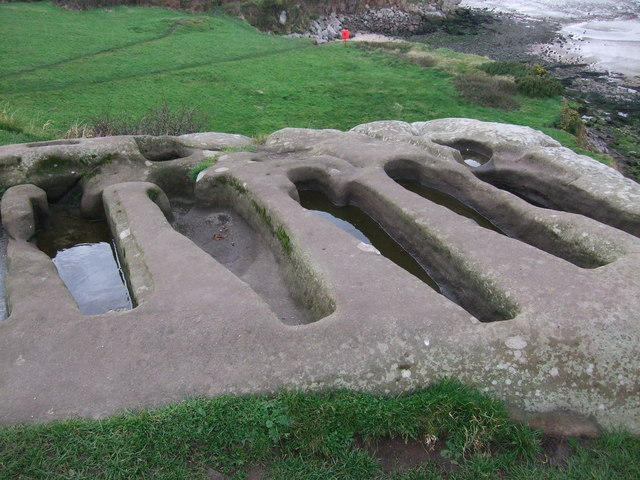
Fünf der acht Felsgräber

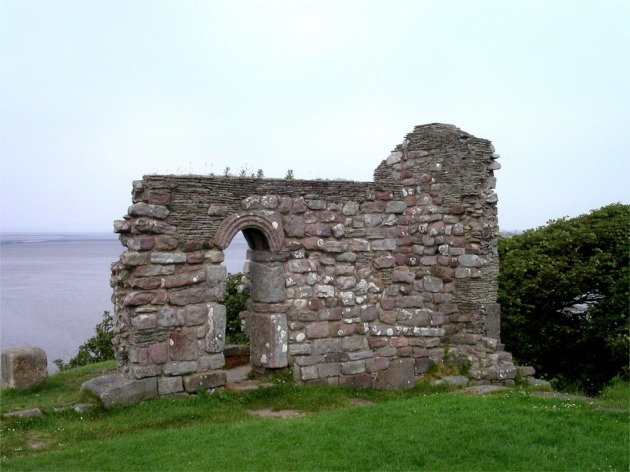
St Patrick’s Chapel

Die Felsgräber von Heysham, (englisch Heysham Rock-Cut Tombs – auch Heysham Stone Graves oder St Patrick’s Rock Tombs genannt) liegen westlich von Heysham in Lancashire in England auf einer Landzunge westlich der St.-Peter’s-Kirche. Sie stammen vermutlich aus dem 10. Jahrhundert.
Es gibt zwei Gruppen von aus dem Sandstein gehauenen Felsengräbern. Eine Reihe besteht aus sechs vertikalen Eintiefungen, zwei mit geraden und vier mit körperförmigen Seiten, alle mit Fundamentlöchern für ein Holzkreuz. Zwei weitere Felsengräber liegen in der Nähe. Die Eintiefungen sind meist mit Regenwasser angefüllt.
Im Jahr 1970 wurde südlich der Felsgräber ein Friedhof mit 85 Knochenresten gefunden, die in das 10. bis 11. Jahrhundert datiert werden. Die in den Fels gehauenen Gräber wurden als "Ancient Monument" eingestuft.
Die naheliegende zerstörte St Patrick's Chapel kann eventuell auf 750 n. Chr. oder etwas später datiert werden. Die rechteckige Kapelle misst etwa 8,1 × 2,7 Meter. Das einzige skulptierte Element ist der angelsächsische romanische Türbogen. Das Mauerwerk besteht aus grob behauenem Sandsteinmauerwerk mit feineren Abschnitten dazwischen und im oberen Bereich.
In der Nähe befindet sich das in den Fels geschnittene Heysham Labyrinth.